# Friedens
Friedens és una concentració de població designada pel cens dels Estats Units a l'estat de Pennsilvània. Segons el cens del 2000 tenia 1.673 habitants.

## Demografia
Segons el cens del 2000, Friedens tenia 1.673 habitants, 636 habitatges, i 485 famílies. La densitat de població era de 205,7 habitants per quilòmetre quadrat.
Dels 636 habitatges en un 37,3% hi vivien nens de menys de 18 anys, en un 64,9% hi vivien parelles casades, en un 6,6% dones solteres, i en un 23,6% no eren unitats familiars. En el 20,6% dels habitatges hi vivien persones soles el 9,9% de les quals corresponia a persones de 65 anys o més que vivien soles. El nombre mitjà de persones vivint en cada habitatge era de 2,61 i el nombre mitjà de persones que vivien en cada família era de 3.
Per edats la població es repartia de la següent manera: un 27% tenia menys de 18 anys, un 7,8% entre 18 i 24, un 30,5% entre 25 i 44, un 21,4% de 45 a 60 i un 13,3% 65 anys o més.
L'edat mediana era de 35 anys. Per cada 100 dones de 18 o més anys hi havia 92,9 homes.
La renda mediana per habitatge era de 36.117 $ i la renda mediana per família de 37.232 $. Els homes tenien una renda mediana de 26.576 $ mentre que les dones 20.288 $. La renda per capita de la població era de 16.571 $. Entorn del 8,2% de les famílies i el 8,3% de la població estaven per davall del llindar de pobresa.

## Poblacions més properes
El següent diagrama mostra les poblacions més properes.